# Atletica leggera ai Giochi della XXIII Olimpiade - Maratona femminile
La maratona ha fatto parte del programma femminile di atletica leggera ai Giochi della XXIII Olimpiade. La competizione si è svolta il 5 agosto 1984 nella città di Los Angeles, con arrivo nello Stadio olimpico.

## Presenze ed assenze delle campionesse in carica
| Competizione   | Atleta                      | Prestazione                 | Los Angeles 1984            |                             |
| -------------- | --------------------------- | --------------------------- | --------------------------- | --------------------------- |
| Olimpiadi 1980 | Prima apparizione ai Giochi | Prima apparizione ai Giochi | Prima apparizione ai Giochi | Prima apparizione ai Giochi |
| Europei 1982   | Rosa Mota                   | 2h36'04”                    | Presente                    |                             |
| Mondiali 1983  | Grete Waitz                 | 2h28'09”                    | Presente                    |                             |

## La gara
Dopo soli 4,8 chilometri Joan Benoit si lancia in una fuga solitaria. Le altre non la seguono pensando che sia solo una sfuriata, invece l'americana riesce a mantenere il divario tra sé e le avversarie: al 30º km il distacco su Grete Waitz, norvegese campionessa del mondo, è di 2'01"; cala al 35° a 1'31", poi si mantiene costante fino alla fine. Vince la sua scommessa.

## Ordine d'arrivo
| Pos.    | Atleta                     | Nazione        | Tempo       |
| ------- | -------------------------- | -------------- | ----------- |
| Oro     | Joan Benoit                | Stati Uniti    | 2 h 24' 52" |
| Argento | Grete Waitz                | Norvegia       | 2 h 26' 18" |
| Bronzo  | Rosa Mota                  | Portogallo     | 2 h 26' 57" |
| 4.      | Ingrid Kristiansen         | Norvegia       | 2 h 27' 34" |
| 5.      | Lorraine Moller            | Nuova Zelanda  | 2 h 28' 34" |
| 6.      | Priscilla Welch            | Gran Bretagna  | 2 h 28' 54" |
| 7.      | Lisa Martin                | Australia      | 2 h 29' 03" |
| 8.      | Sylvie Ruegger             | Canada         | 2 h 29' 09" |
| 9.      | Laura Fogli                | Italia         | 2 h 29' 28" |
| 10.     | Tujia Toivonen             | Finlandia      | 2 h 32' 07" |
| 11.     | Joyce Smith                | Gran Bretagna  | 2 h 32' 48" |
| 12.     | Alba Milana                | Italia         | 2 h 33' 01" |
| 13.     | Dorthe Rasmussen           | Danimarca      | 2 h 33' 40" |
| 14.     | Sarah Rowell               | Gran Bretagna  | 2 h 34' 08" |
| 15.     | Sinikka Keskitalo          | Finlandia      | 2 h 35' 15" |
| 16.     | Charlotte Teske            | Germania Ovest | 2 h 35' 56" |
| 17.     | Anne Marie Malone          | Canada         | 2 h 36' 33" |
| 18.     | Midde Hamrin               | Svezia         | 2 h 36' 41" |
| 19.     | Nanae Sasaki               | Giappone       | 2 h 37' 04" |
| 20.     | Paola Moro                 | Italia         | 2 h 37' 06" |
| 21.     | Ria Van Landeghem          | Belgio         | 2 h 37' 11" |
| 22.     | Carla Beurskens            | Paesi Bassi    | 2 h 37' 51" |
| 23.     | Regina Joyce               | Irlanda        | 2 h 37' 57" |
| 24.     | Marie-Christine Deurbroeck | Belgio         | 2 h 38' 01" |
| 25.     | Maria Trujillo             | Messico        | 2 h 38' 50" |
| 26.     | Bente Moe                  | Norvegia       | 2 h 40' 52" |
| 27.     | Mary O'Connor              | Nuova Zelanda  | 2 h 41' 22" |
| 28.     | Carey May                  | Irlanda        | 2 h 41' 27" |
| 29.     | Francine Peeters           | Belgio         | 2 h 42' 22" |
| 30.     | Zehava Shmueli             | Israele        | 2 h 42' 27" |
| 31.     | Winnie Lai Chu Ng          | Hong Kong      | 2 h 42' 38" |
| 32.     | Monica Regonesi            | Cile           | 2 h 44' 44" |
| 33.     | Naydi Nazario              | Porto Rico     | 2 h 45' 49" |
| 34.     | Yuko Gordon                | Hong Kong      | 2 h 46' 12" |
| 35.     | Ena Guevara                | Perù           | 2 h 46' 50" |
| 36.     | Julie Brown                | Stati Uniti    | 2 h 47' 33" |
| 37.     | Gabriela Andersen-Schiess  | Svizzera       | 2 h 48' 42" |
| 38.     | Rita Borralho              | Portogallo     | 2 h 50' 58" |
| 39.     | Conceição Ferreira         | Portogallo     | 2 h 50' 58" |
| 40.     | Maria Cardenas             | Messico        | 2 h 51' 03" |
| 41.     | Maria Luisa Ronquillo      | Messico        | 2 h 51' 04" |
| 42.     | Nelly Wright               | Bolivia        | 2 h 51' 35" |
| 43.     | Mary Wagaki                | Kenya          | 2 h 52' 00" |
| 44.     | Eleonora Mendonça          | Brasile        | 2 h 52' 19" |
| —       | Ifeoma Mbanugo             | Nigeria        | Rit.        |
| —       | Akemi Masuda               | Giappone       | Rit.        |
| —       | Jacqueline Gareau          | Canada         | Rit.        |
| —       | Julie Isphording           | Stati Uniti    | Rit.        |
| —       | Anne Audain                | Nuova Zelanda  | Rit.        |
| —       | Leda Díaz de Cano          | Honduras       | Rit.        |

## Il sofferto arrivo di Gabriela Andersens-Scheiss
Il pubblico rimane scosso vedendo arrivare l'atleta svizzera Gabriela Andersen-Schiess, circa 20 minuti dopo la fine della gara. Ha gli occhi sbarrati e le gambe ciondolanti. È al limite del collasso. Siccome sta avanzando verso il traguardo, il personale non interviene poiché un aiuto esterno ne causerebbe automaticamente la squalifica (l'episodio ricorda quello di Dorando Pietri nella maratona olimpica del 1908).
Dopo aver fatto ingresso nello stadio impiega 5 minuti e 44 secondi a percorrere il giro e mezzo che la separa dal filo di lana, inclinata costantemente sulla sua sinistra, con un braccio contratto. Barcollando vistosamente si ferma più volte stringendo disperatamente la testa fra le mani; i medici di servizio notano che continua a sudare, deducono che non è in pericolo di disidratazione e decidono di non fermarla.
I suoi ultimi metri sono comunque attimi di panico. Finalmente supera il traguardo con le proprie forze (in 37ª posizione) e possono iniziare i soccorsi.

Si riprenderà in meno di due ore.